# Brian Pockar
Brian Pockar est un patineur artistique canadien, né le 27 octobre 1959 à Calgary dans la province de l'Alberta et mort le 28 avril 1992 dans la même ville. Il est triple champion du Canada en 1978, 1979 et 1980.

## Biographie

### Carrière sportive
Il remporte la médaille d'or aux Championnats canadiens de patinage artistique en 1978, 1979 et 1980.
Sur le plan international, il représente son pays à six championnats du monde dont le meilleur résultat est une médaille de bronze aux mondiaux de 1982, et aux Jeux olympiques d'hiver de 1980 à Lake Placid.

### Reconversion
Après être devenu patineur professionnel en 1982, Brian Pockar tourne avec Stars on Ice et travaille comme chorégraphe.
Il meurt du sida en 1992. Scott Hamilton affirme dans son autobiographie Landing It que Brian Pockar était homosexuel.

## Palmarès
| Compétitions principales      | 1976    | 1977    | 1978    | 1979    | 1980    | 1981    | 1982    |  |  |  |  |  |  |  |
| Jeux olympiques d'hiver       |         |         |         |         | 12e     |         |         |  |  |  |  |  |  |  |
| Championnats du monde         |         | 14e     | 10e     | 13e     | 9e      | 8e      | 3e      |  |  |  |  |  |  |  |
| Championnats du Canada        | 5e      | 2e      | 1er     | 1er     | 1er     | 2e      | 2e      |  |  |  |  |  |  |  |
| Championnats du monde juniors | 3e      |         |         |         |         |         |         |  |  |  |  |  |  |  |
|                               |         |         |         |         |         |         |         |  |  |  |  |  |  |  |
| Autres Compétitions           | 1975/76 | 1976/77 | 1977/78 | 1978/79 | 1979/80 | 1980/81 | 1981/82 |  |  |  |  |  |  |  |
| Skate America                 |         |         |         |         | 7e      |         | F       |  |  |  |  |  |  |  |
| Skate Canada                  |         | 11e     | 5e      | 3e      |         | 2e      |         |  |  |  |  |  |  |  |
| Légende : F = Forfait         |         |         |         |         |         |         |         |  |  |  |  |  |  |  |